# Pelorus
M/Y Pelorus är en megayacht tillverkad av Lürssen i Tyskland. I slutet av 1990-talet beställde den saudiske affärsmannen och miljardären Abdul Mohsen Abdulmalik Al-Sheikh megayachten från Lürssen. Den levererades 2003 till affärsmannen men den såldes rätt så snabbt vidare till ryske oligarken Roman Abramovitj, som beslutade att anlita Blohm + Voss för att bygga ut den en aning och renovera den. År 2007 skilde sig Roman Abramovitj med sin fru Irina Malandina och 2009 fick hon bland annat megayachten i en skilsmässouppgörelse. Två år senare sålde hon Pelorus till den amerikanske mediemogulen David Geffen för 300 miljoner amerikanska dollar. År 2011 såldes den vidare till Abdullah bin Zayed bin Sultan Al Nahyan, Förenade Arabemiratens utrikesminister samt kunglighet av Abu Dhabi för 214 miljoner euro. År 2016 blev den såld återigen och den här gången till den hongkongsk-kinesiske fastighetsmagnaten Samuel Tak Lee i syfte att megayachten skulle användas av denne son Samathur Li Kin Kan. Pelorus har dock sedan december 2020 legat förtöjd i hamnen Porto Montenegro i Tivat i Montenegro. I mars beslagstogs den av montenegrinska myndigheter på grund av att Samathur Li Kin Kan har inte betalat sina skulder till hamnen, olika leverantörer samt båtens ursprungliga besättning innan den förtöjdes i Montenegro.
Megayachten designades exteriört av Tim Heywood Design och interiört av Terence Disdale. Den är 115 meter lång och har en kapacitet på 18–22 passagerare fördelat på 9–11 hytter. Pelorus har också en besättning på 41–42 besättningsmän och minst en helikopter.
Pelorus är systerfartyg till Radiant och Al Raya.

## Galleri

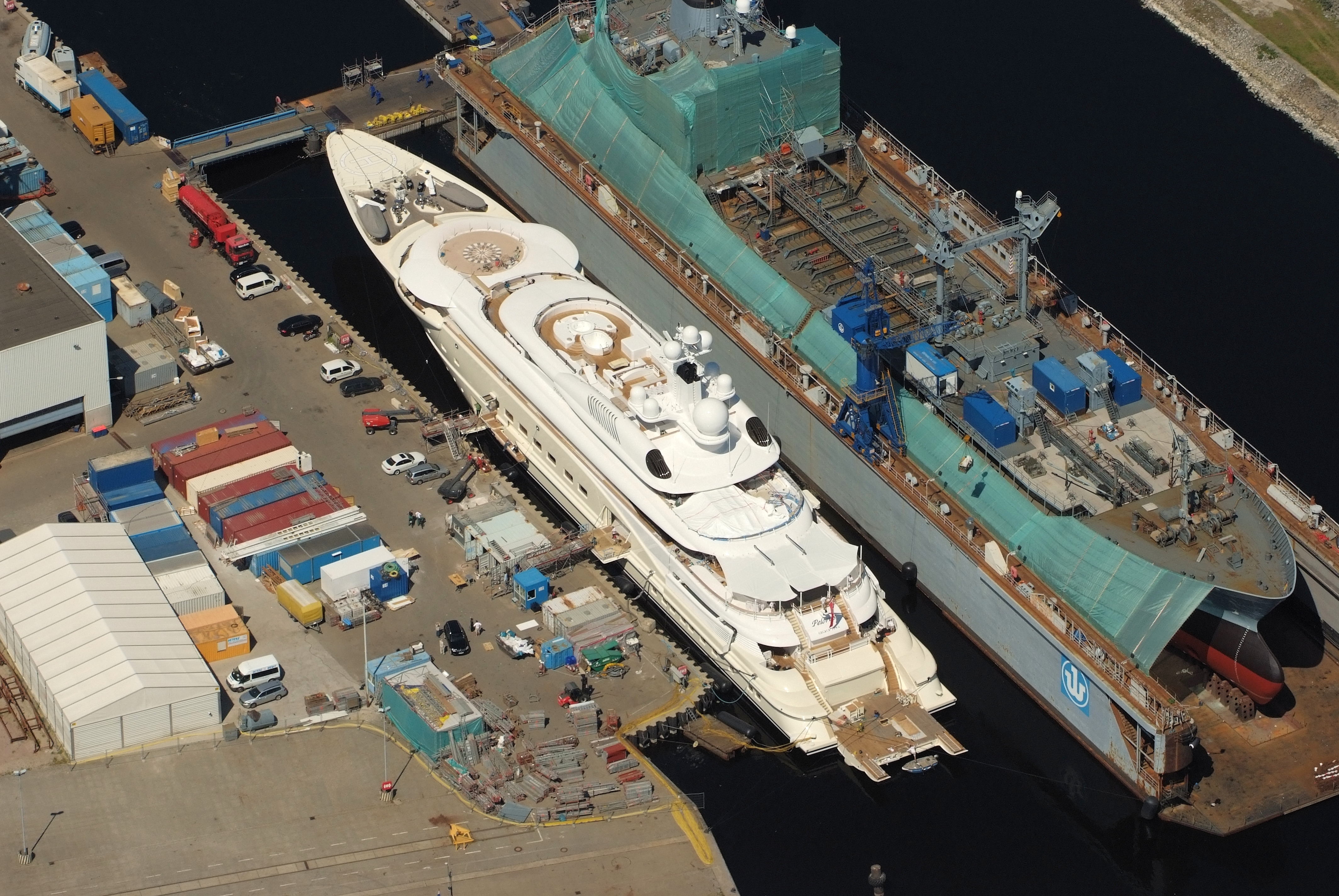
Pelorus i Wilhelmshaven i Tyskland, 2012.
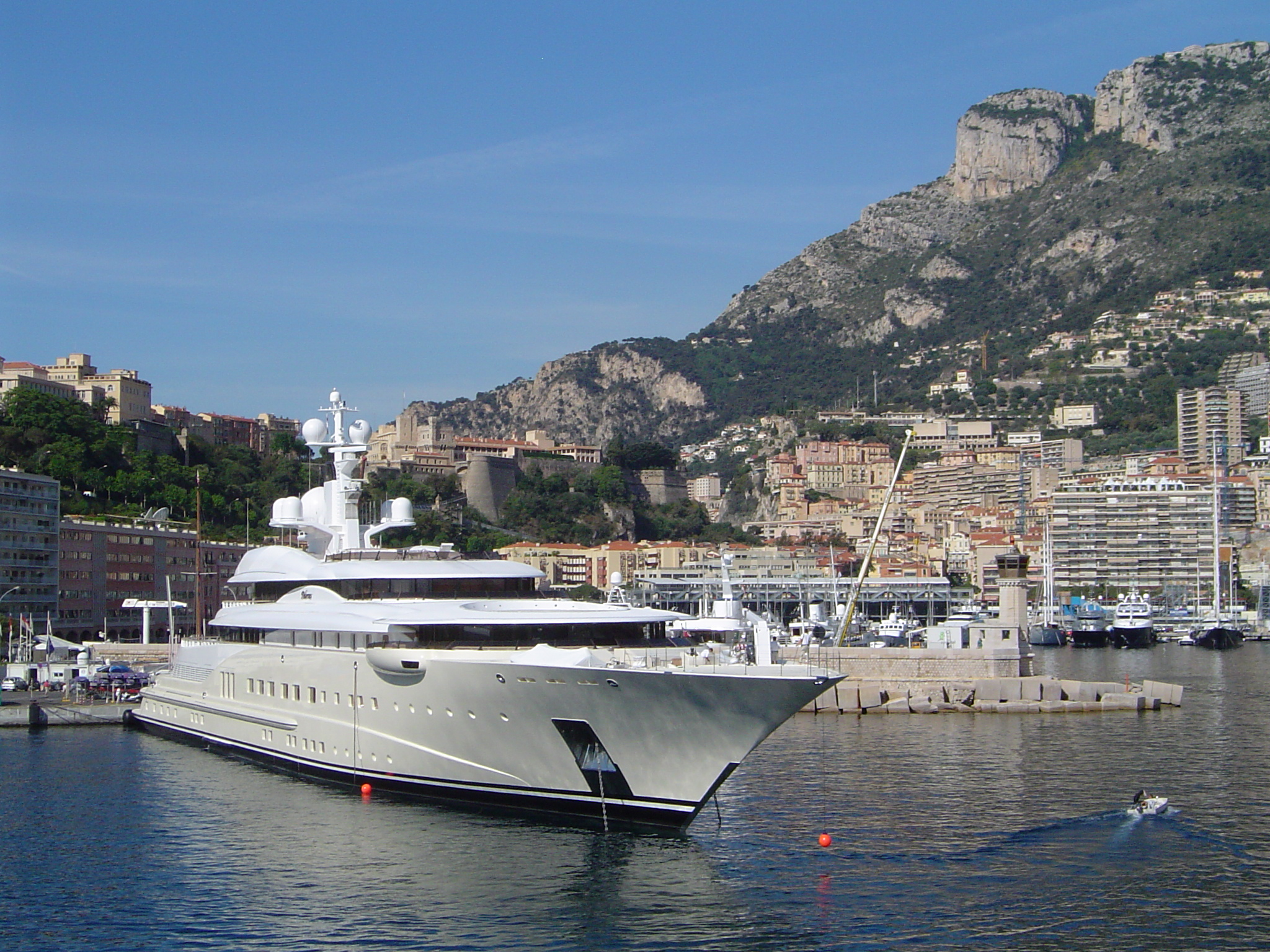
Pelorus i Port Hercule i La Condamine i Monaco, 2005.